# Стаклено посуђе
Стаклено посуђе (лабораторијско) је опрема направљена од стакла, помоћу које се изводе експерименти у хемијским, физичким или биолошким лабораторијама. Поједина опрема се данас израђује од пластике, која је јефтинија и издржљивија.
Пипета, Петријева шоља и епрувета су примери лабораторијског посуђа. Овај лабораторијски прибор се користи за чување материјала, мерење запремине, прављење смеша или раствора, као и за извођење хемијских реакција.